# Collegio uninominale Calabria - 03 (Camera dei deputati 2017)
Il collegio elettorale uninominale Calabria - 03 è stato un collegio elettorale uninominale della Repubblica Italiana per l'elezione della Camera tra il 2017 ed il 2022.

## Territorio
Come previsto dalla legge elettorale italiana del 2017, il collegio era stato definito tramite decreto legislativo all'interno della circoscrizione Calabria.
Era formato dal territorio di 46 comuni: Aiello Calabro, Altilia, Aprigliano, Belsito, Bianchi, Carolei, Carpanzano, Casali del Manco, Castiglione Cosentino, Castrolibero, Celico, Cellara, Cerisano, Colosimi, Cosenza, Dipignano, Domanico, Figline Vegliaturo, Grimaldi, Lago, Lappano, Luzzi, Malito, Mangone, Marano Marchesato, Marano Principato, Marzi, Mendicino, Montalto Uffugo, Panettieri, Parenti, Paterno Calabro, Pedivigliano, Piane Crati, Pietrafitta, Rende, Rogliano, Rose, Rovito, San Fili, San Pietro in Guarano, San Vincenzo La Costa, Santo Stefano di Rogliano, Scigliano, Spezzano della Sila e Zumpano.
Il collegio era quindi interamente compreso nella provincia di Cosenza.
Il collegio era parte del collegio plurinominale Calabria - 01.

## Eletti
| Elezione | Elezione | Deputato          | Partito            |
| -------- | -------- | ----------------- | ------------------ |
|          | 2018     | Anna Laura Orrico | Movimento 5 Stelle |

## Dati elettorali

### XVIII legislatura
Come previsto dalla legge elettorale, 232 deputati erano eletti con sistema a maggioranza relativa in altrettanti collegi uninominali a turno unico.
| Candidati              | Candidati                   | Voti    | %     | Liste                                | Voti    | %     |
| ---------------------- | --------------------------- | ------- | ----- | ------------------------------------ | ------- | ----- |
|                        | Anna Laura Orrico ✔️ Eletto | 68 065  | 51,87 | Movimento 5 Stelle                   | 68 065  | 51,87 |
|                        | Paolo Naccarato             | 32 089  | 24,46 | Forza Italia                         | 20 332  | 15,50 |
| Lega                   | Paolo Naccarato             | 32 089  | 24,46 | 5 639                                | 4,30    |       |
| Fratelli d'Italia      | Paolo Naccarato             | 32 089  | 24,46 | 4 551                                | 3,47    |       |
| Noi con l'Italia - UDC | Paolo Naccarato             | 32 089  | 24,46 | 1 567                                | 1,19    |       |
|                        | Giacomo Mancini             | 21 360  | 16,28 | Partito Democratico                  | 17 871  | 13,62 |
| +Europa                | Giacomo Mancini             | 21 360  | 16,28 | 1 801                                | 1,37    |       |
| Civica Popolare        | Giacomo Mancini             | 21 360  | 16,28 | 1 106                                | 0,84    |       |
| Italia Europa Insieme  | Giacomo Mancini             | 21 360  | 16,28 | 582                                  | 0,44    |       |
|                        | Franco Corbelli             | 3 812   | 2,91  | Liberi e Uguali                      | 3 812   | 2,91  |
|                        | Francesco Campolongo        | 2 277   | 1,74  | Potere al Popolo!                    | 2 277   | 1,74  |
|                        | Andrea Aceto                | 927     | 0,71  | Il Popolo della Famiglia             | 927     | 0,71  |
|                        | Carmelina Ignoto            | 807     | 0,62  | Italia agli Italiani                 | 807     | 0,62  |
|                        | Franca Fucilla              | 654     | 0,50  | Partito Comunista                    | 654     | 0,50  |
|                        | Vittorio Boschelli          | 634     | 0,48  | CasaPound                            | 634     | 0,48  |
|                        | Antonio Borrelli            | 274     | 0,21  | Per una Sinistra Rivoluzionaria      | 274     | 0,21  |
|                        | Giamaica Donato             | 219     | 0,17  | Partito Valore Umano                 | 219     | 0,17  |
|                        | Francesco Scolaro           | 92      | 0,07  | Lista del Popolo per la Costituzione | 92      | 0,07  |
| Totale                 | Totale                      | 131 210 | 100   |                                      | 131 210 | 100   |
|                        |                             |         |       |                                      |         |       |
| Voti non validi        | Voti non validi             | 5 894   | 4,30  |                                      |         |       |
| Votanti                | Votanti                     | 137 104 | 69,69 |                                      |         |       |
| Elettori               | Elettori                    | 196 734 |       |                                      |         |       |